# Mengon
Mengon (en rus: Менгон) és un poble (un possiólok) del krai de Khabàrovsk, a Rússia, que el 2012 tenia 28 habitants.